# 1785 Wurm
1785 Wurm eller 1941 CD är en asteroid i huvudbältet, som upptäcktes 15 februari 1941 av den tyske astronomen Karl Wilhelm Reinmuth i Heidelberg. Den har fått sitt namn efter den tyske astronomen Karl Wurm.
Den tillhör asteroidgruppen Flora.